# Oracle Database
Orakl (енгл. Oracle) je relacionalna baza podataka (RDBMS) koju proizvodi Orakl Korporejšn.
Lari Elison i kolege Bob Majner i Ed Outs započeli su svoj rad sa kompanijom Software Development Laboratories (SDL) 1977. SDL je razvio originalnu verziju Orakl softvera. Ime Oracle je nastalo od imena koda za CIA projekat na kojem je Elison radio dok je bio zaposlen u firmi Ampeks.
Računarske platforme koje koriste Orakl su AIX, HP, Solaris, Microsoft Windows, Linuks, itd...